# 7TP
El 7TP (7-Tonowy Polski) era un tanque ligero, fabricado y operado por el Ejército polaco durante la Segunda Guerra Mundial. Era un desarrollo del Vickers 6-ton, construido bajo licencia, siendo más potentes que sus opositores germanos, los Panzer I y Panzer II . Fue el tanque estándar del Ejército polaco durante la invasión de 1939, su producción nunca excedió de 150 vehículos. Su chasis fue utilizado como base para el tractor de artillería C7P.

## Historia y desarrollo
El 7TP fue el desarrollo polaco bajo licencia del Vickers 6-ton británico. En comparación al tanque británico, las principales características nuevas del 7TP eran: un motor diésel más fiable y potente, un cañón de tanque de 37 mm, blindaje más grueso (17 mm en lugar de 13 mm en el glacis), sistema de ventilación modificado, el periscopio Gundlach y una radio. Se produjeron unas 132 unidades entre 1935 y 1939, además de cuatro prototipos de acero dúctil. La designación 7TP es el acrónimo de "7 Toneladas Polaco".
Aunque con frecuencia se afirma que el 7TP fue el primer tanque de serie propulsado por un motor diésel del mundo, esta distinción le corresponde al Tipo 89 I-Go Otsu japonés, producido con un motor diésel desde 1934.

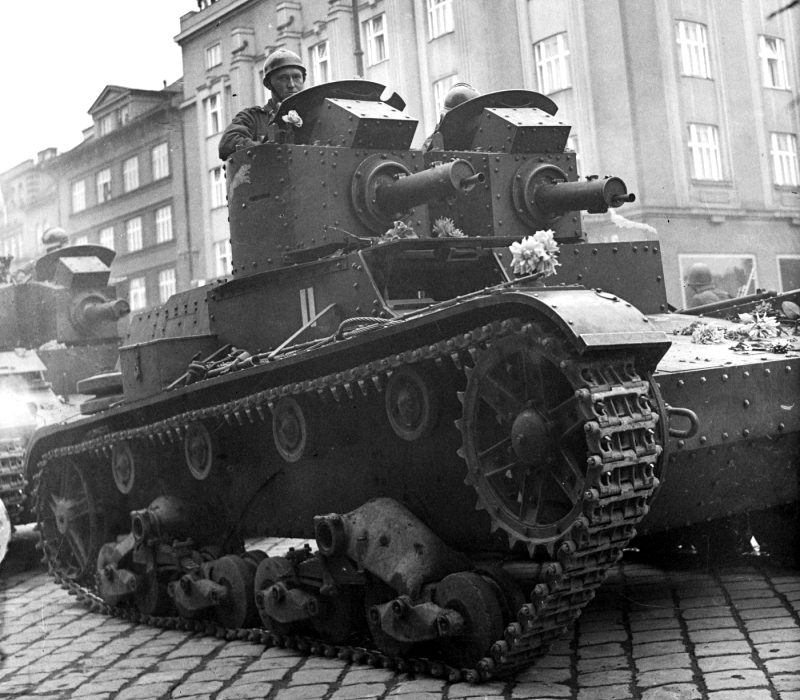
Un 7TP dw durante la ocupación de Zaolzie en octubre de 1938, después de los Acuerdos de Múnich.

Al igual que su predecesor británico, el 7TP fue producido inicialmente en dos variantes: con dos torretas armadas con sendas ametralladoras Ckm wz.30 y con una torreta, armada con un cañón Bofors wz.37 de 37 mm. Después de las pruebas iniciales, quedó en evidencia que la variante con dos torretas era obsoleta y tenía poco poder de fuego, por lo cual se detuvo su desarrollo a favor del diseño más moderno de una sola torreta.
Antes del inicio de la Segunda Guerra Mundial, la mayoría de los tanques con dos torretas fueron transformados en modelos con una torreta, solo quedando 24 tanques con dos torretas en servicio polaco (al contrario de los 108 con una torreta). Debe notarse que las variantes con dos torretas y una torreta no tenían designaciones específicas. En algunos libros modernos son designados de forma no oficial como "7TP dw" y "7TP jw", abreviaciones en polaco de dwuwieżowy (torreta doble) y jednowieżowy (una torreta).
En 1938, la Państwowe Zakłady Inżynierii también produjo 13 prototipos de una versión con blindaje más grueso del 7TP, el 9TP. Aunque el 9TP nunca entró en producción, estos prototipos fueron empleados durante el asedio de Varsovia en septiembre de 1939.

### Interés en el extranjero
Rumania envió una comisión militar a fines del otoño de 1935 para evaluar el 7TP en vista de una futura compra. Aunque el tanque se desempeñó bien durante las pruebas de campo, los oficiales rumanos no quedaron impresionados por el blindaje del prototipo polaco y en su lugar recomendaron la compra del tanque ligero checoslovaco LT vz.35.

## Historial de combate

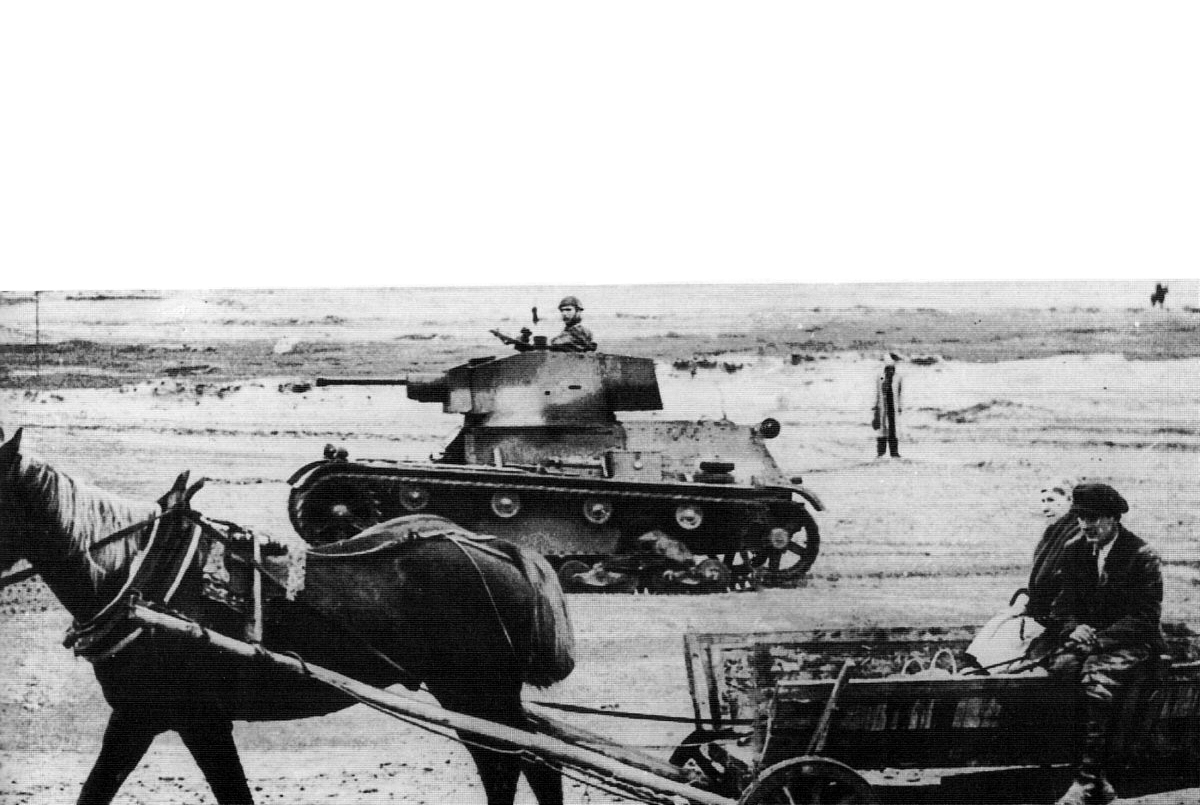
Tanque 7TP en septiembre de 1939

Todos los 7TP polacos tomaron parte en la defensa polaca contra la invasión alemana de 1939. La mayor parte de ellos fueron asignados a los dos Batallones ligeros de tanques (el 1.º y el 2.º), peleando como parte de la Brigadas Motorizadas polacas. Las unidades restantes (incluyendo las de entrenamiento), fueron utilizadas en unidades de combate improvisadas en la defensa de Varsovia. Aunque técnicamente superiores a algunos modelos de tanques ligeros alemanes (como el Panzer I y el Panzer II), los 7TP fueron demasiados pocos como para alterar sustancialmente el curso de los acontecimientos.

## 1º Batallón ligero de tanques

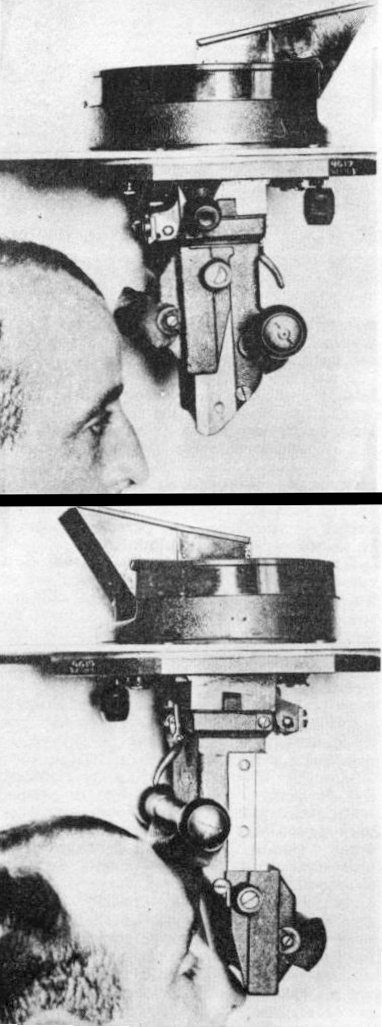
El 7TP estaba equipado con el periscopio Gundlach.

El 1.er Batallón ligero de tanques (formado por 49 tanques de torreta simple) peleó con el Grupo de Prusy del general Dab-Biernacki, como parte de la reserva estratégica del ejército polaco, entrando en combate el 4 de septiembre cumpliendo con diferentes objetivos como los de: servir de reserva móvil y cobertura en la retirada.
El 1º Batallón ligero combatió en numerosas batallas siendo las más notables las de: Przedbórz, Sulejów, Inowlódz, Odrzywól y Drzewica. El 8 de septiembre fue enviado a detener el avance de las fuerzas alemanas en el centro del dispositivo polaco, pero al día siguiente fue separado del cuerpo principal y obligado a retirarse; parte del batallón fue destruido en la batalla de Glowaczów, mientras que el resto fue empujado hasta el otro lado del río Vístula el 13 de septiembre, donde se reunió con el ejército del Lublin y la Brigada Motorizada del coronel Stefan Rowecki. Como parte de esta unidad, el batallón tomó parte de la batalla de Józefów y formó parte de la punta de lanza de las unidades polacas que intentaron abrir brecha entre Lwów y la frontera rumana. Después de la Batalla de Tomaszów Lubelski, el 21 de septiembre de 1939, los tanques restantes fueron destruidos por sus tripulaciones quienes se rindieron a los alemanes.

## 2º Batallón ligero de tanques
El 2º Batallón Ligero de Tanques (formado por 49 tanques de torreta simple) fue destacado al Grupo Operacional Piotrków del Ejército de Lodz, del general Juliusz Rómmel, entrando en combate el 4 de septiembre cerca del río Prudka, Belchatow. Durante los siguientes días se le ordenó liderar el contraataque polaco a Piotrków, el cual falló con severas perdidas para la unidad. El batallón fue retirado primero a Varsovia y posteriormente a Brześć, donde protegió el movimiento de la 60.ª División de Infantería polaca. El 15 de septiembre tomo parte en la batalla de 2 días de Wlodawa, donde volvió a sufrir severas pérdidas a causa del bombardeo aéreo y fue obligado a retirarse hacia el sur. Los últimos tanques fueron destruidos por sus tripulaciones a causa de la falta de combustible y el 17 de septiembre, después del ataque de la Unión Soviética, las tripulaciones y su estado mayor se dirigieron hacia la frontera rumana.

## Los últimos combates

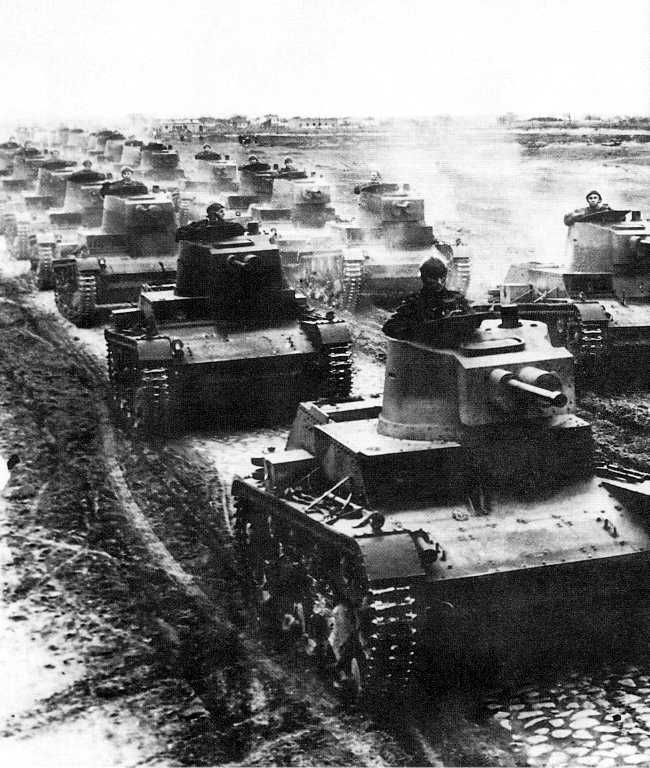
Tanques 7TP

El último remanente de tanques se encontraban en Varsovia y fueron constituidos en las 1º y 2º Compañías de tanques ligeros del Ejército de Varsovia a cargo del general Rómmel. La 1.ª compañía tenía 11 tanques de torreta doble, previamente usados para entrenamiento. En el inicio del asedio de Varsovia esta unidad tomó parte en duros combates por la posesión del suburbio de Okęcie y del aeropuerto allí localizado. A causa de la falta de armamento antitanque la 1.ª compañía sufrió muchas pérdidas y fue retirada a retaguardia el 12 de septiembre, donde los restos fueron unidos a la 2ª Compañía.
La 2ª Compañía estaba formada por 11 tanques de torreta doble amén de un número indeterminado de vehículos ligeramente armados. Esta compañía tomó parte en la exitosa defensa del municipio de Wola contra los tanques y la infantería alemana; también fue utilizada para contraataques tácticos sobre el pueblo de Wawrzyszew, con el objetivo de desorganizar los preparativos enemigos para el ataque. El 15 de septiembre se ordenó a la compañía encabezar el ataque polaco que tenía como objetivo unirse a las fuerzas del ejército de Poznań, en retirada después de la Batalla de Bzura, a través del bosque de Kampinos, al norte de Varsovia. El ataque culminó con una victoria menor dado que el bombardeo aéreo alemán causó severas bajas en el personal militar y sus tanques. Los restantes 7TP fueron utilizados en varios sectores del frente, hasta la caída de Varsovia el 27 de septiembre, cuando fueron destruidos por sus tripulaciones.

## La experiencia de combate
Las experiencias en combate demostraron que el cañón Bofors wz.37 usado en los 7TP era capaz de perforar el blindaje de cualquiera de los tanques alemanes de la época, incluyendo al moderno Panzer IV, pero, por otro lado el propio tanque estaba muy débilmente blindado, especialmente contra los ataques aéreos. Se estima que unos 20 tanques fueron capturados intactos por los alemanes y solo uno lo fue por los soviéticos. Otras 20 unidades se retiraron a Rumania y Hungría, sin embargo la mayoría de los 40 fueron abandonados a causa de problemas de motor y falta de combustible.

## Usuarios
- Polonia - 133 7TP jw, 16 7TP dw y 13 9TP.
- Alemania nazi - Capturó 20 7TP jw durante la invasión de Polonia
- Unión Soviética - Capturó al menos 4 7TP jw durante la invasión de Polonia, que fueron empleados para pruebas.[8]